# Glenn Langan
Glenn Langan (Denver, 8 de julho de 1917 - Camarillo, 26 de janeiro de 1991) foi um ator estadunidense.

## Carreira
Glenn Langan nasceu em Denver, Colorado. Atuou no rádio e apareceu em seu primeiro filme, Everybody's Hobby, em 1939. Ele se tornou cada vez mais popular durante a Segunda Guerra Mundial, em filmes como Riding High, com Dorothy Lamour em 1943, e Four Jills in a Jeep e Wing and a Prayer em 1944.

## Vida pessoal
Langan foi casado com a atriz Adele Jergens, com quem teve um filho. Ele já havia sido casado com a showgirl Helen Weston.

## Morte
Em 26 de janeiro de 1991, Langan morreu de linfoma no Pleasant Valley Hospital em Camarillo, Califórnia, aos 73 anos.

## Filmografia
| Ano  | Título                            | Papel                              | Nota(s)      |
| ---- | --------------------------------- | ---------------------------------- | ------------ |
| 1939 | Everybody's Hobby                 | Guarda-florestal                   | sem créditos |
| 1939 | Dust Be My Destiny                | Secretário do guarda               | sem créditos |
| 1939 | Espionage Agent                   | Estudante                          | sem créditos |
| 1939 | The Return of Doctor X            | Estagiário                         |              |
| 1942 | Flight Lieutenant                 | Tenente Anderson Ordenado          | sem créditos |
| 1943 | Action in the North Atlantic      | Gun Crewman                        | sem créditos |
| 1943 | The Strange Death of Adolf Hitler | Youth Leader                       | sem créditos |
| 1943 | Riding High                       | Jack Holbrook                      |              |
| 1944 | Four Jills in a Jeep              | Capt. Stewart                      | sem créditos |
| 1944 | Wing and a Prayer                 | Diretor Executivo                  |              |
| 1944 | In the Meantime, Darling          | Tenente Larkin                     | sem créditos |
| 1944 | Something for the Boys            | Tenente Ashley Crothers            |              |
| 1945 | Hangover Square                   | Eddie Carstairs                    |              |
| 1945 | A Bell for Adano                  | Tenente Crofts Livingstone, USN    |              |
| 1946 | Sentimental Journey               | Judson                             |              |
| 1946 | Dragonwyck                        | Dr. Jeff Turner                    |              |
| 1946 | Margie                            | Prof. Ralph Fontayne               |              |
| 1947 | The Homestretch                   | Bill Van Dyke III                  |              |
| 1947 | Forever Amber                     | Capt. Rex Morgan                   |              |
| 1948 | Fury at Furnace Creek             | Capt. Rufe Blackwell / Sam Gilmore |              |
| 1948 | The Snake Pit                     | Dr. Terry                          |              |
| 1949 | Treasure of Monte Cristo          | Edmund Dantes                      |              |
| 1950 | The Iroquois Trail                | Capt. Jonathan West                |              |
| 1950 | Rapture                           | Pietro Leoni                       |              |
| 1952 | Hangman's Knot                    | Capt. Petersen                     |              |
| 1953 | One Girl's Confession             | Johnny                             |              |
| 1953 | 99 River Street                   | Lloyd Morgan                       |              |
| 1954 | The Big Chase                     | Oficial Pete Grayson               |              |
| 1955 | Outlaw Treasure                   | Sam Casey                          |              |
| 1957 | Jungle Heat                       | Roger McRae                        |              |
| 1957 | The Amazing Colossal Man          | Tenente Coronel Glenn Manning      |              |
| 1965 | Mutiny in Outer Space             | General Knowland                   |              |
| 1966 | Women of the Prehistoric Planet   | Capt. Ross                         |              |
| 1970 | Chisum                            | Coronel Nathan Dudley              |              |
| 1971 | The Andromeda Strain              | secretário de gabinete             | sem créditos |